# ダルムシュタット市電ST7形電車
ダルムシュタット市電ST7形電車（ダルムシュタットしでんST7がたでんしゃ）は、かつてドイツ（旧：西ドイツ）の都市・ダルムシュタットの路面電車（ダルムシュタット市電）で使用されていた車両。ダルムシュタット市電初の連節車で、1990年代まで使用された後、大半の車両は他都市への譲渡が行われた。

## 概要
1961年から1962年にかけて13両（21 - 33）が導入された、ダルムシュタット市電初の連節車。片運転台式の乗降扉で、西ベルリンに工場を有していたドイツ車両機械工場（Deutsche Waggon- und Maschinenfabriken GmbH、DWM）によって製造された。当時デュッセルドルフ車両製造（デュワグ）が各地に展開していた路面電車車両（デュワグカー）と類似した外見を有していたが、2枚折り戸となっている乗降扉や連節部分、台枠の構造が異なっていた。制御装置は抵抗制御方式に対応しており、運転台のハンドルで段数を制御する方法が用いられたが、1970年代から1980年代にかけて、一部車両について速度に適正な段数を自動的に制御する、AEG製の「Geamatic」システムに対応した制御装置が搭載されていた時期があった。後方車体には連結器が搭載されており、付随車との連結運転にも対応していた。そのため、ダルムシュタット市電における営業運転末期の1990年代には、低床車体のSB09形を連結する事によるバリアフリーへの対応が行われていた。

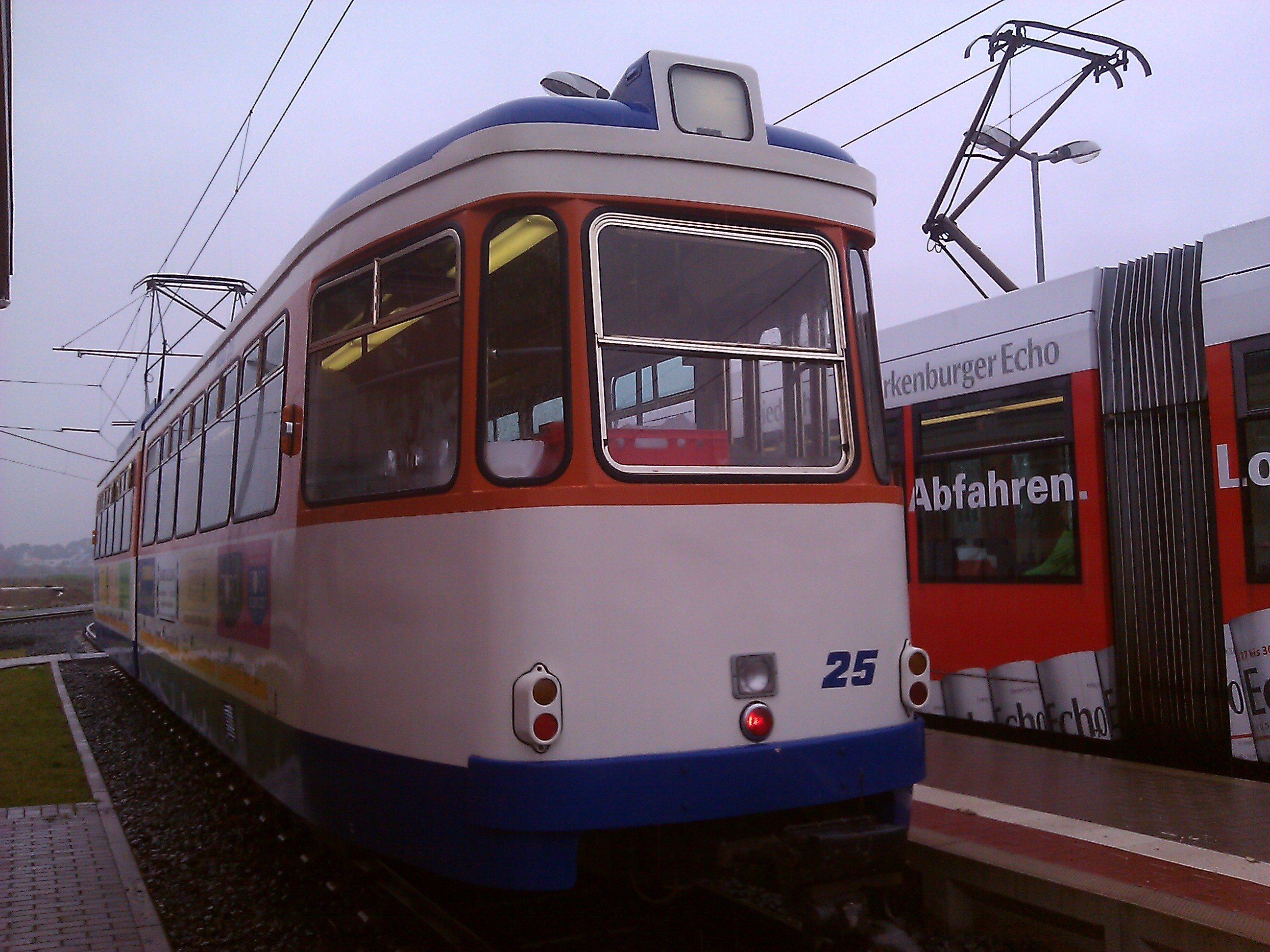
後方（2010年撮影）

超低床電車（ST13）の投入により、ダルムシュタット市電からは1998年5月までに営業運転を終了した。その後、大半の車両（21 - 24、27 - 30、32、33）についてはルーマニア・ヤシの路面電車（ヤシ市電）へ譲渡され、2013年まで使用された。一方で1990年代に近代化工事が実施された3両（25、26、31）については引退後も引き続きダルムシュタットで保存されており、部品取り用となった26を除く2両は走行可能な状態となっている。そのうち、31については初期の超低床電車の老朽化に伴う故障の頻発や新型車両（ST15）の投入の遅延を受け、2023年9月から12月までの間、1日2往復の定期運用に復帰している。

ヤシ市電譲渡後のST7形
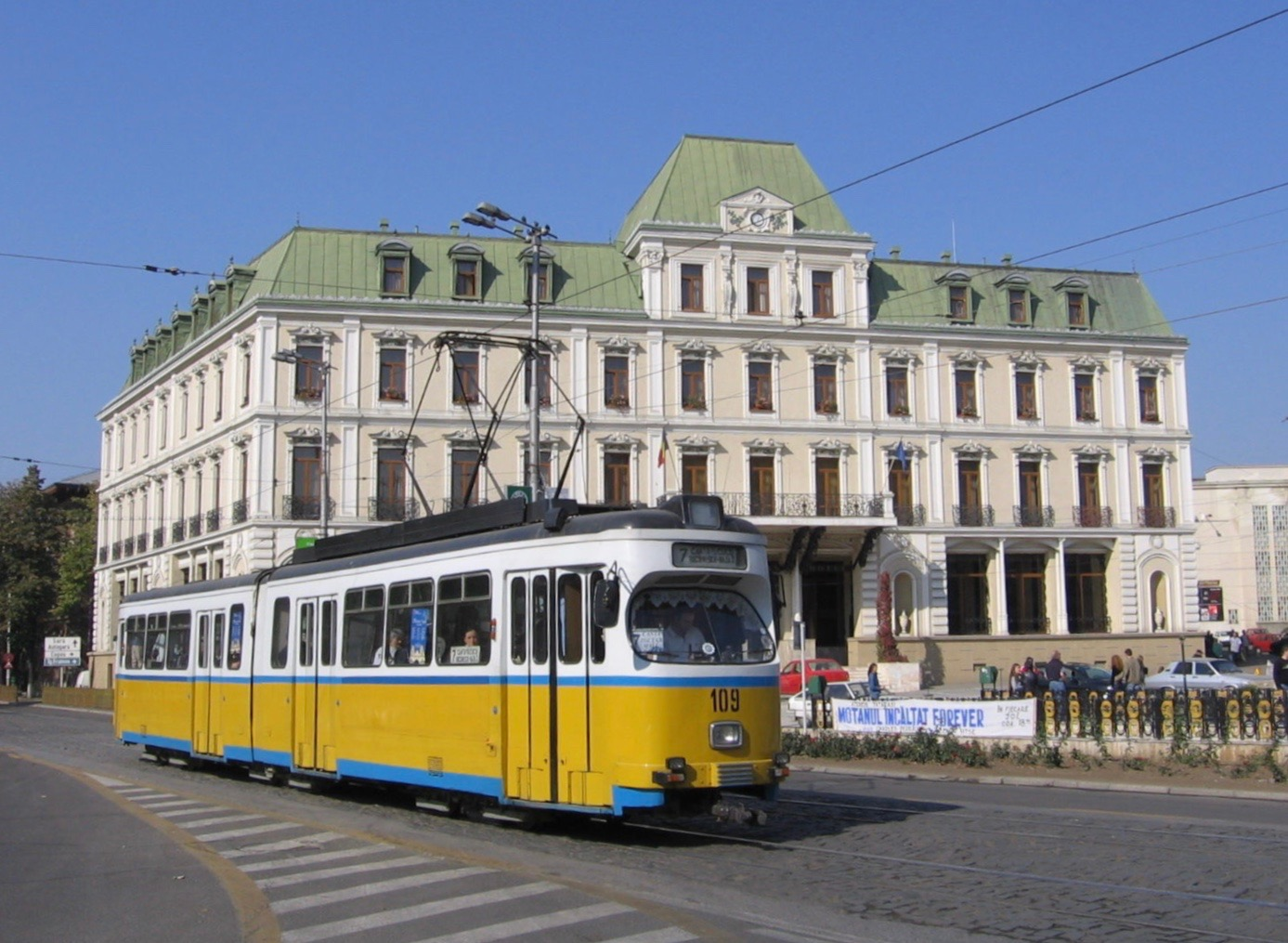
2005年撮影
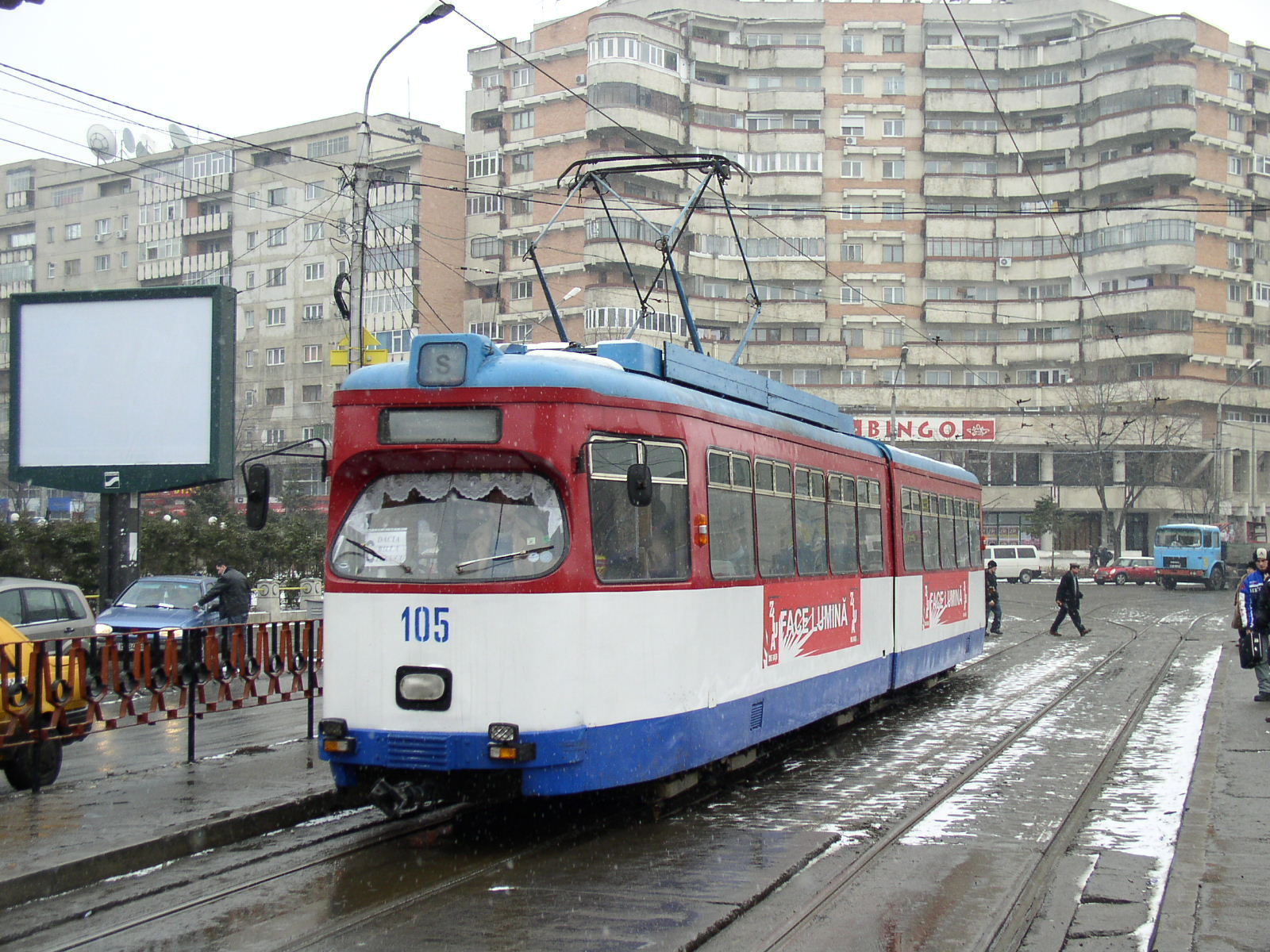
2006年撮影
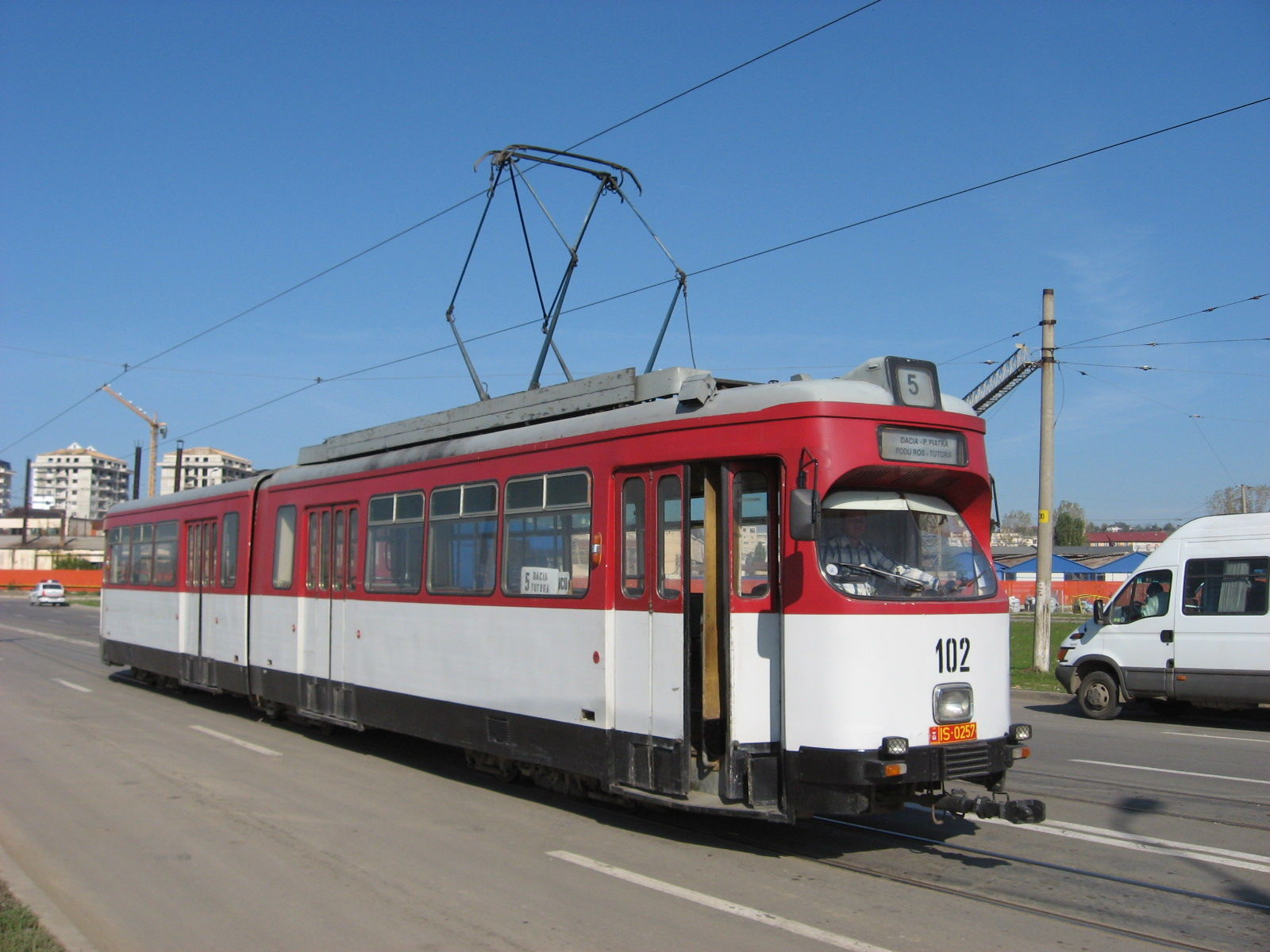
2008年撮影